# Hanna Błaszczyk-Żurowska
Hanna Elżbieta Błaszczyk-Żurowska (ur. 25 czerwca 1950 w Wolsztynie, zm. 6 lutego 2022 w Zakopanem) – polska etnografka, muzealniczka, działaczka społeczna i polityczna, radna miasta Zakopane.

## Życiorys
Była córką Stanisława Błaszczyka (1906–1989), historyka sztuki, etnografa, pedagoga i muzealnika, oraz Janiny z d. Matysiak (1913–1986), bibliotekarki. Miała dwoje rodzeństwa: Bożenę Julię Glinkę (1938–2010) i Przemysława Jacka (ur. 1941).
W 1974 przeprowadziła się z rodziną z Wolsztyna do Poznania. Uczęszczała do Szkoły Podstawowej nr 15, a w latach 1965–1969 do II Żeńskiego Liceum Ogólnokształcącego. Była członkinią Związku Harcerstwa Polskiego. Studiowała etnografię na Wydziale Filozoficzno-Historycznym Uniwersytetu Adama Mickiewicza. Należała do Koła Naukowego Studentów Etnografii, była jego przewodniczącą. Studia skończyła w 1974.
Zaraz po studiach zaczęła pracę w Pałacu Kultury w Poznaniu jako młodsza instruktorka ds. kulturalno-oświatowych. Jeszcze w 1974 przeprowadziła się do Zakopanego. Zaczęła pracę w Dziale Etnograficznym Muzeum Tatrzańskiego. Jednocześnie przez 4 lata pracowała w Dziale Gromadzenia Zbiorów tej placówki. W latach 1990–1995 i 1996–2000 była kierowniczką Działu Etnograficznego muzeum. W latach 2000–2002 była dyrektorką przedstawicielstwa w Zakopanem P. H. „Majcher” SA, Biura Nieruchomości Wrocławskiej Giełdy Nieruchomości. Do 2005 była dyrektorką Biura Prezesa P. H. „Majcher” SA w Zakopanem. Na przełomie 2005 i 2006 pracowała w filii Pedagogicznej Biblioteki Wojewódzkiej w Nowym Sączu w Zakopanem. Między 2008 a 2010 pracowała w Urzędzie Miasta Zakopane. W 2010 przeszła na emeryturę.
Zajmowała ją głównie historia stroju górali podhalańskich i kolekcjonerstwa etnograficznego na Podhalu w XIX i I połowie XX wieku. Wyniki swoich badań publikowała m.in. w czasopiśmie „Lud” i w „Roczniku Podhalańskim”, zaś temat zbiorów ludoznawczych gromadzonych dawniej na Podhalu, a także sylwetki ich twórców oraz badaczy kultury regionu, popularyzowała m.in. na wystawach organizowanych w Muzeum Tatrzańskim. Pozyskała dla placówki ok. 300 eksponatów. Jako kierowniczka Działu Etnograficznego inicjowała i przewodniczyła działaniom wokół wystaw stałych i czasowych, tworzyła scenariusze wystaw. Była redaktorką i współautorką katalogów wystaw.
Organizowała ekspozycje etnograficzne m.in. w Muzeum Okręgowym w Gorzowie Wielkopolskim, Muzeum Pomorza Środkowego w Słupsku, Muzeum Etnograficznym w Poznaniu, Ośrodku Kultury Leśnej w Gołuchowie, Muzeum Ludowych Instrumentów Muzycznych w Szydłowcu. Konsultowała filmy na temat Podhala. Wiedzę o kulturze regionu przekazywała najmłodszym. Od 1982 była członkinią zakopiańskiego oddziału Polskiego Towarzystwa Ludoznawczego. W 2001 współzakładała Podhalański Uniwersytet Trzeciego Wieku w Zakopanem.
W latach 1980–1991 była członkinią NSZZ „Solidarność” przy Muzeum Tatrzańskim. W czasie stanu wojennego prowadziła działalność konspiracyjną. W 1981 została członkinią Komitetu Porozumiewawczego Stowarzyszeń Twórczych i Naukowych w Zakopanem. Należała do redakcji niezależnego pisma „Zakopane”. Na przełomie lat 1989 i 1990 działała w Komitecie Wyborczym „Solidarność”. W ramach tej działalności jako przewodnicząca Sekcji Kultury przyczyniła się do likwidacji Muzeum Lenina w Poroninie oraz do usunięcia z Zakopanego pomnika wdzięczności Armii Radzieckiej. Należała do Unii Demokratycznej, a potem Unii Wolności. W latach 1995–2001 była przewodniczącą Koła Unii Wolności w Zakopanem.
Była radną rady miasta Zakopane przez trzy kadencje (1990–1994, 1994–1996, 1998–2002). W pierwszej kadencji działała jako przewodnicząca Komisji Kultury i Miast Partnerskich. Przyczyniła się m.in. do powołania stanowiska Gminnego Konserwatora Zabytków, utworzenia Domu Kultury w Poroninie oraz nawiązania współpracy z miastami partnerskimi Zakopanego.
Od 1975 jej mężem był Stanisław Żurowski (ur. 1943), etnograf, muzealnik, polityk, poseł na Sejm X i I kadencji; w latach 1997–2001 podsekretarz stanu w Ministerstwie Kultury i Dziedzictwa Narodowego. Mieli dwie córki: Joannę (ur. 1977) oraz Małgorzatę (ur. 1979).
Została pochowana na Cmentarzu Rakowickim w Krakowie.

## Odznaczenia i nagrody
W 1997 za ekspozycję Obrazy na szkle malowane XVIII–XIX wiek otrzymała indywidualną nagrodę w Konkursie na Wydarzenie Muzealne Roku Sybilla.
W 1999 otrzymała Odznakę „Zasłużony Działacz Kultury”.